# Irwell River
Der Irwell River ist ein Fluss im Osten der Südinsel Neuseelands. Er entspringt in den Canterbury Plains und fließt wenige Kilometer südlich des Selwyn River/Waikirikiri mit gleicher ostsüdöstlicher Fließrichtung bis zu seiner Mündung in den Lake Ellesmere / Te Waihora.